# Guillermo Pozos
Guillermo Pozos Guevara (Acapulco, México; 7 de julio de 1992) es un exfutbolista mexicano. Jugaba como portero.

## Clubes
| Club                   | País   | Año       |
| ---------------------- | ------ | --------- |
| Pumas Morelos          | México | 2012-2013 |
| Atlético Coatzacoalcos | México | 2013-2014 |
| Reynosa Fútbol Club    | México | 2015      |
| Club Celaya            | México | 2015-2016 |
| Club Irapuato          | México | 2017      |
| Celaya FC              | México | 2017      |
| Murciélagos FC         | México | 2018      |
| Club León              | México | 2018-2021 |
| Correcaminos           | México | 2021-2022 |

## Palmarés

### Campeonatos nacionales
| Título                     | Club                   | País   | Año  |
| -------------------------- | ---------------------- | ------ | ---- |
| Segunda División de México | Atlético Coatzacoalcos | México | 2014 |
| Torneo Apertura 2020       | León                   | México | 2020 |